# غافين بيشوب
غافين بيشوب (بالإنجليزية: Gavin Bishop)‏ هو كاتب للأطفال نيوزلندي، ولد في 1946 في إنفركارجل في نيوزيلندا.